# Димил Стоилов
Димитър Илиев Стоилов е български писател и журналист. Известен е под псевдонима Димил Стоилов. Син е на юриста, писател и драматург Илия Стоилов.

## Биография
Димитър Илиев Стоилов е роден на 11 юни 1948 г. в Пловдив. Завършва средно образование в родния си град, дипломира се като инженер химик в Химико-технологичния и металургичен университет в София, след което специализира журналистика-печат в Софийски университет „Св. Климент Охридски“.
Работил е като журналист във вестниците: „Антонивановци“, „Кричимска трибуна“, „Димитровско знаме“, „Родопи“, „Свобода“, „Провинция“ и „Паралел 42“ (1974 – 1992). От 1992 до 1993 г. е заместник-директор на издателство „Хр. Г. Данов". От 1993 до 2004 г. работи като завеждащ отдел „Учебна литература“ в ИК „Хермес“, а след това през 2005 г. – в отдел „Маркетинг“ в същото издателство. В периода 2006 – 2011 г. работи като специалист-консултант в Народна библиотека „Иван Вазов“, Пловдив. От няколко години живее и твори в Брюксел (Белгия).
Член е на Съюза на българските писатели и Съюза на българските журналисти. Димил Стоилов е член и на Българския П.Е.Н. ЦЕНТЪР.

## Творчество
Първата му публикация е разказ във вестник „Комсомолска искра“ (1979). Негови белетристични творби са публикувани из страниците на списанията „Пламък“, „Везни“ „Тракия“, „Юг“, „Страница“, „Антимовски хан“, „Мост“ (списание на българите в Сърбия), френското списание Vocatif – Ница, алманах „Света гора“, вестниците „Будилник“ (издание за българите във Великобритания), „България сега“ (издание на българите в САЩ и Канада), както и в „Новинар“, „Марица“, „Родопи“, и други издания.
Разказите му присъстват в сайтовете „Либерален преглед“, „Литературен свят“, „Факел“, „Книги NEWS“, „Cult.bg“, „LiterNet“, „Public Republic“, немският „The-Short-Story“ и др.

### Романи
- „Невинни жени в Брюксел“, роман, ИК „Хермес“, 2016
- „Дългият бегач на любовни разстояния“, роман, ИК „Хермес“, 2010
- „Версия за изневяра“, роман, издателство „Хр. Г. Данов“, 1990

### Разкази
- „Децата на Дон Кихот“, сб. белгийски разкази, ИК „Лексикон“, 2018
- „Мъж, вкусен на опитване“, разкази, ИК „Хермес“, 2005
- „Възмутително чаровни, хищно хубави“, разкази, ИК „Хермес“, 1998
- „Разписание за изпуснати влакове“, разкази, издателство „Хр. Г. Данов“, 1986

## Публикации в сборници
- 2020 г. – THE TOWER BRIDGE TURRETS („Колкото кулите на Тауър Бридж“) – разказ, публикуван в международното литературно списание Eurolitkrant
- 2020 г. – „Мъжете от Венера, жените от Марс“ – разказ в Антологията с творби на съвременни български автори, избрани и преведени на персийски от Фарид Гадами

(Негови разкази, преведени на немски език, са отличени в международните конкурси на немското издателството „Literaturpodium“ и са включени в сборниците от 2020 г.)
- 2014 г. „Traumhaus am Meer“
- 2014 г. „Delikt und Sühne“, с. 44 – 51
- 2014 г. – „Die Ostroute“, с. 73 – 81
- 2012 г. – „Nur ein paar Augenblicke“, с. 106 – 113
- 2011 г. – „Windspiel der Sonne“, с. 55 – 65
- 2010 г. – „Weiße Weihnacht wieder“, с. 56 – 61
- 2009 г. – „Falsche Töne“, с. 22 – 39

## Награди
- 2008 г. – преведеният на немски език разказ „Колкото кулите на Тауер Бридж“ бе сред наградените в конкурса на Litraurpodium.de в Германия.
- 2005, 2010 г. – номиниран за награда „Пловдив“ и през същите години получава награда за белетристика на Дружество на пловдивските писателите за книгите „Мъж, вкусен на опитване“ и „Дългият бегач на любовни разстояния“.
- 1974 г. – получава наградата „Цветан Зангов“ на в. „Комсомолска искра“ за разказ.